# Mangonia
Mangonia, rod gomoljastih geofita iz porodice kozlačevki dio tribusa Spathicarpeae, potporodica Aroideae. 
Postoje dvije priznate vrste raširene po južnom Brazilu  (Rio Grande do Sul) i Urugvaju (Cerro Largo, Artigas)

## Vrste
1. Mangonia tweedieana Schott
2. Mangonia uruguaya (Hicken) Bogner

## Sinonimi
- Felipponia Hicken; An. Soc. Ci. Argentina 84: 242 (1917)
- Felipponiella Hicken; Darwiniana 2: 30 (1928)

## Vanjske poveznice
|  | Zajednički poslužitelj ima još gradiva o temi Mangonia |
|  | Wikivrste imaju podatke o taksonu Mangonia             |